# Пенко Господинов
Пенко Стефанов Господинов е български театрален и киноактьор. Ръководител на клас по актьорско майсторство в НАТФИЗ „Кръстьо Сарафов“.

## Биография

### Образование
Роден е на 9 октомври 1970 г. в Стара Загора. Завършва строителен техникум в родния си град.
През 1995 завършва НАТФИЗ със специалност „Актьорско майсторство за драматичен театър“ в класа на проф. Димитрина Гюрова и проф. Пламен Марков.

### Актьорска кариера
Господинов има над 70 роли в театъра, киното и телевизията. Играе в театрите в Пловдив, Варна, Плевен, Сливен, Ловеч, Театър 199, ТР „Сфумато“, Малък градски театър „Зад канала“ и други. От 2009 г. е преподавател по „Актьорско майсторство“ и „Основи на актьорството“ в НАТФИЗ.
Измежду театралните му участия са тези в „Полковникът птица“, „Една нощ навън“, „Чайка“, „Идиот“, „Януари“, „Крум“, „В полите на Витоша“, „Пиеса за бебето“ и други, както и „Пухеният“ на режисьора Явор Гърдев, за което получава номинация за наградата Аскеер за главна мъжка роля през 2005 г.
В Театър 199 участва в постановките: „Пиесата за бебето“, „Пухеният“, „Великият момент на Кьоних“ и „Времето е спряло“.
Снима се във филми и сериали, като ситкома „Морска сол“, поредицата „Забранена любов“ и сериала „Седем часа разлика“.

### Преподавателска дейност
От 2009 г. преподава актьорско майсторство в НАТФИЗ. Доцент-доктор. От 2016 г е ръководител на клас. Негови студенти имат номинации и награди от национални и международни театрални фестивали.
От края на 2021 г е декан на факултет „Сценични изкуства“.

### Режисьор
- „Ромео и Жулиета“ по У. Шекспир, Театър НАТФИЗ, 2018, награда за женска роля на фестивала It Self, Варшава, 2019
- „Дон Жуан“ по Ж. Б. Молиер, Театър НАТФИЗ, 2019

## Филмография

### Филми
- 1995 – „Години на бяс“, Франция – България
- 2004 – 2005 "Морска сол“, Нова Тв, сериал, реж. М. Халваджиян, главна роля
- 2004 – „Dreamcather“ (късометражен), реж. Д. Стойчева
- 2007 – „Нашите лични животи“, реж. Дени Коте, Канада
- 2007 – „Военен кореспондент“, реж. Костадин Бонев, БНТ, НФЦ – капитан Йовков
- 2007 – „План за отмъщение“, реж. К. Буров, НФЦ
- 2008 – „Road to the Seaside“ (късометражен), реж. Чавдар Чернев
- 2009 – „Новият“ (късометражен), реж. В. Бонев
- 2010 – „Пътуване“, анимация, късометражен, реж. Р. Нейкова
- 2010 – „Пътят към брега“ (късометражен) реж. Ч. Чернев
- 2011 – „Краят на въжето“, реж. Дочо Боджаков, НАТФИЗ
- 2011 – 2013 – „Седем часа разлика“, БТВ, сериал, реж. В.Бонев и К. Кирилов, главна роля
- 2013 – „Аз съм ти“, реж. Петър Попзлатев, НФЦ, БНТ
- 2013 – „Недадените“, БНТ, сериен филм, реж. В. Бонев и М. Балкански, главна роля
- 2014 – „Birleşen Gönüller“, реж. Х. Кърач, Турция
- 2015 – „Рим на Рейн“, RTL, Ню Бояна, тв поредица, реж. Кристиян Твенте
- 2016 – „Сага за Европа“, RTL, Ню Бояна, тв поредица
- 2017 – „8-те дни, които сътвориха Рим“, сериал на BBC, реж. Джим Грайер
- 2017 – „Далеч от брега“, пълнометражен, НФЦ, реж. К. Бонев, главна роля
- 2018 – „Smart Коледа“ – бащата
- 2024-„Гунди-Легенда за любовта“-агент на ДС

### Телевизия и радиопиеси
- 2004 – 2005 – „Морска сол“
- 2005 – „DJ“ от Георги Господинов, радиопиеса, БНР
- 2008 – 2009 – „Забранена любов“
- 2010 – „Стъклен дом“
- 2011 – 2012 – „Седем часа разлика“
- 2013 – „Недадените“
- 2014 – „Еднорози“ от М. Новков, радиопиеса, БНР
- 2021 – „Съни бийч“, bTV, еп. 2 сезон 2
- 2021 - „Белези”, bTV, сезон 1
- 2024 - „Тревожност”, БНТ

## Роли в театъра
- Леонид от „Ретро“ на Ал. Галин – ДТ Плевен, реж. Д. Дешев, 1996 г.
- Циганин от „Суматоха“ на Й. Радичков – ДТ Плевен, реж. Д. Дешев, 1997 г.
- Инспектор Калабрезе от „Случайната смърт на един анархист“ на Дарио Фо, ДТ Плевен, реж. В. Бояджиев, 1997 г.
- Докторът от „Полковника птица“ на Хр. Бойчев, ДТ Плевен, реж. Пл. Панев, 1998 г.
- Калимако от „Мандрагора“ на Н. Макиавели, ДТ Плевен, реж. Б. Богданов, 1998 г.
- Еркюлен Барбен, Дух, Колега от „Уста пълна с птици“ на К. Чърчил, ДТ Плевен, реж. Б. Иванов, 1998 г.
- Гастийон Рибо от „Дамата с камелиите“ от Ал. Дюма-син, ДТ Плевен, реж. Б. Харалампиева, 1998 г.
- Виктор от „Пансион за кучета“ на Юрий Дачев, ДТ Плевен, реж. Ю. Дачев, 1998 г.
- Момчето от „4. вертикално: любов“, по текстове на Иван Радоев, ДТ Плевен, реж. Б. Иванов, 1999 г.
- Ромео, граф Парис от „Жулиета, Жулиета“ по У. Шекспир, НДТ „Сълза и смях“ и ДТ Добрич, реж. Пл. Марков, 1999 г.
- Княз Мишкин от „Идиот“ на Ф. Достоевски, ДТ Пловдив, реж. Пл. Панев, 2000 г.
- Треплев от „Чайка“ на А. П. Чехов, ДТ Плевен, реж. Б.Иванов, 2000 г.
- Албърт от „Една нощ навън“ на Х. Пинтър, ДТ Пловдив, реж. Пл. Марков
- Таласъма от „Селото на таласъмите“ на Д. Дешев, ДТ Плевен, реж. Пл. Панев, 2001 г.
- Лопухов от „Какво да се прави“ на Чернишевски, ДТ Плевен, реж. Б. Иванов, 2001 г.
- Малкият принц от „Малкият принц е жив“ по А. дьо Сент Екзюпери, ДТ Плевен, реж. Я. Цанкова
- Джон – Ърнест Уърдинг от „Колко е важно да бъдеш сериозен“ на О. Уайлд, ДТ Плевен, реж. В. Бояджиев, 2002 г.
- Леандър от „По неволя доктор“ на Ж. Б. Молиер, ДТ Плевен, реж. Д. Дешев, 2002 г.
- Дмитрий от „Скакалци“ на Ст. Л. Костов, ДТ Ловеч, реж. Б. Харалампиева, 2002 г.
- Фигаро от „Фигаро“ по П. Бомарше, ДТ Плевен, реж. Б. Харалампиева, 2002 г.
- Жак-Ру от „Марад/Сад“ от П. Вайс, ДТ Варна, реж. Я. Гърдев, 2003 г.
- Брат от „Роберто Зуко“ от Б. М. Колтес, ДТ Варна, реж. Б. Иванов, 2003 г
- Лило от „Януари“ на Й. Радичков, ДТ Варна, реж. А. Урбан, 2003 г.
- Катурян Катурян от „Пухеният“ на М. МакДона, ДТ Варна, реж., Я. Гърдев, 2004 г.
- Клоун от „Когато куклите не спят“ на Л. Милева, ДТ Варна, реж. Ст. Радев, 2004 г.
- Треплев от „Чайка“ на А. П. Чехов, ДТ Варна, реж. М. Младенова, 2005 г.
- Той от „Часът в който не знаехме нищо един за друг“, авторски спектакъл на Б. Иванов, ДТ Варна, 2005 г.
- Китаец от „Зойкина квартира“ на М. Булгаков, ДТ Варна, реж. Д. Боева, 2006 г.
- Момче от „Пиесата за бебето“ на Е. Олби, Театър199, реж. Я. Гърдев, 2005 г.
- Крум от „Крум“ на Х. Левин, ДТ Варна, реж. Я. Гърдев, 2006 г.
- Христифоров от „В полите на Витоша“ на П. К. Яворов, МГТ „Зад канала“, реж. Л. Абаджиева, 2007 г.
- Един от „Животно на трона“ по К. Голдони, МГТ „Зад канала“, реж. Ст. Москов, 2007 г.
- Карлес Буено от „Шведска защита“ на Ж. Галсеран, МГТ „Зад канала“, реж. Б. Харалампиева, 2008 г.
- Ерик Ларсен от „Енигматични вариации“ на Е. Е. Шмид, ДТ Враца, реж Й. Славейков, 2008 г.
- Мишел Уеле от „Божествата на касапите“ на Я. Реза, Модерен театър, реж. Пл. Марков, 2009 г.
- Емилио от „Дона Перла“ на М. Рази, МГТ „Зад канала“, реж. Б. Харалампиева, 2009 г.
- Мъжът, който се оказа там случайно от „Без контрол“ на Ф. Зонтаг, МГТ „Зад канала“, реж. М. Алексиев, 2010 г.
- Наблюдаваният от „Апокалипсисът идва в шест вечерта“ на Г. Господинов, МГТ „Зад канала“, реж. М. Младенова, 2010 г.
- Мартин от „Паякът“ на Й. Славейков и Д. Димитров, ТР „Сфумато“, реж. Й. Славейков и Д. Димитров, 2011 г.
- Капитан Бернардо от „Изобретателната влюбена“ на Л. де Вега, МГТ „Зад канала“, реж. Е. Панайотова, 2011 г.
- Хор от „Завръщане във Витенберг“ на Г. Тенев и Ив. Добчев, ТР „Сфумато“, реж. Ив. Добчев, 2012 г.
- Д-р Астров от „Вуйчо Ваньо“ на А. П. Чехов, ДТ Варна, реж. Пл. Марков, 2012 г.
- Хенри Лоу и Габриел Йорк от „Когато дъждът спря да вали“ на А. Бувел, МГТ „Зад канала“, реж. Зорница-София Попганчева, 2012 г.
- Пастор от „Посещение на старата дама“ на Ф. Дюренмат, МГТ „Зад канала“, реж. Б. Харалампиева, 2013 г.
- Чарлс от „Чиста къща“ на С. Рул, МГТ „Зад канала“, реж. Вл. Люцканов, 2014 г.
- Г-н Кьоних от „Великият момент на Кьоних“, Театър 199, реж. В. Радева, 2015 г.
- Емил Щайн от „Лив Щайн“ на Н. Харатишвили, МГТ „Зад канала“, реж. К. Шарков, 2015 г.
- Джеймс от „Времето е спряло“ на Доналд Мъргулис, Театър 199, реж. Ивайло Христов, 2017
- Уилям, Доктор, Полковник от „Болница накрай света“ на Х. Бойчев, МГТ „Зад канала“, реж. Дино Мустафич, 2016
- Лорънс от „Пияните“ на И. Вирипаев, МГТ „Зад канала“, реж. Я. Гърдев, 2017
- Жорди от „Законът на Архимед“ на Ж. Миро, МГТ „Зад канала“, реж. Ст. Петров, 2018
- Яго от „Отело“ на У. Шекспир, ДТ „Ст. Бъчваров“, Варна, реж. Пл. Марков, 2019
- Пол от „Празникът“ на Т. Винтербег, МГТ „Зад канала“, реж. Я. Гърдев
- Юхан от „Сцени от един семеен живот“ на И. Бергман, МГТ „Зад канала“, реж. Кр. Шарков
- Теди от „Завръщане у дома“ на Х. Пинтер, МГТ „Зад канала“, реж. Я. Гърдев

## Награди
- 1997 – награда на КДК – Плевен
- 2005 – номинация „Аскеер“ за главна роля за Катурян Катурян от „Пухеният“
- 2006 – втора награда за главна мъжка роля от ФМТФ – Враца, за ролята на Катурян Катурян от „Пухеният“
- 2008 – награда „Златна роза“ за кинодебют от ФБИФ, Варна
- 2012 – награда за поддържаща мъжка роля на Българската киноакадемия за „Седем часа разлика“
- 2012 – награда за мъжка роля за Хор от „Завръщане във Витенберг“, МТФ – Шумен
- 2012 – награда за мъжка роля за Хор от „Завръщане във Витенберг“, ФМТФ – Враца
- 2013 – награда за театрален дует (заедно с Анастасия Лютова) за Мартин от „Паякът“, Москва
- 2019 – награда за мъжка роля на Кинофестивала ONIROS, FILM AWARDS, Сан Висенте, Италия, за „Далеч от брега“
- 2019 – награда за мъжка роля на Кинофестивала SFAAF (South Film and Arts Academy Festival) в Бургос, Чили, за „Далеч от брега“

## Личен живот
Женен е за актрисата Анастасия Лютова. Има две деца.

## Интервю
- Интервью YummyMovie.org c актером Пенко Господиновым